# Villa Alnäs, Bergshamra

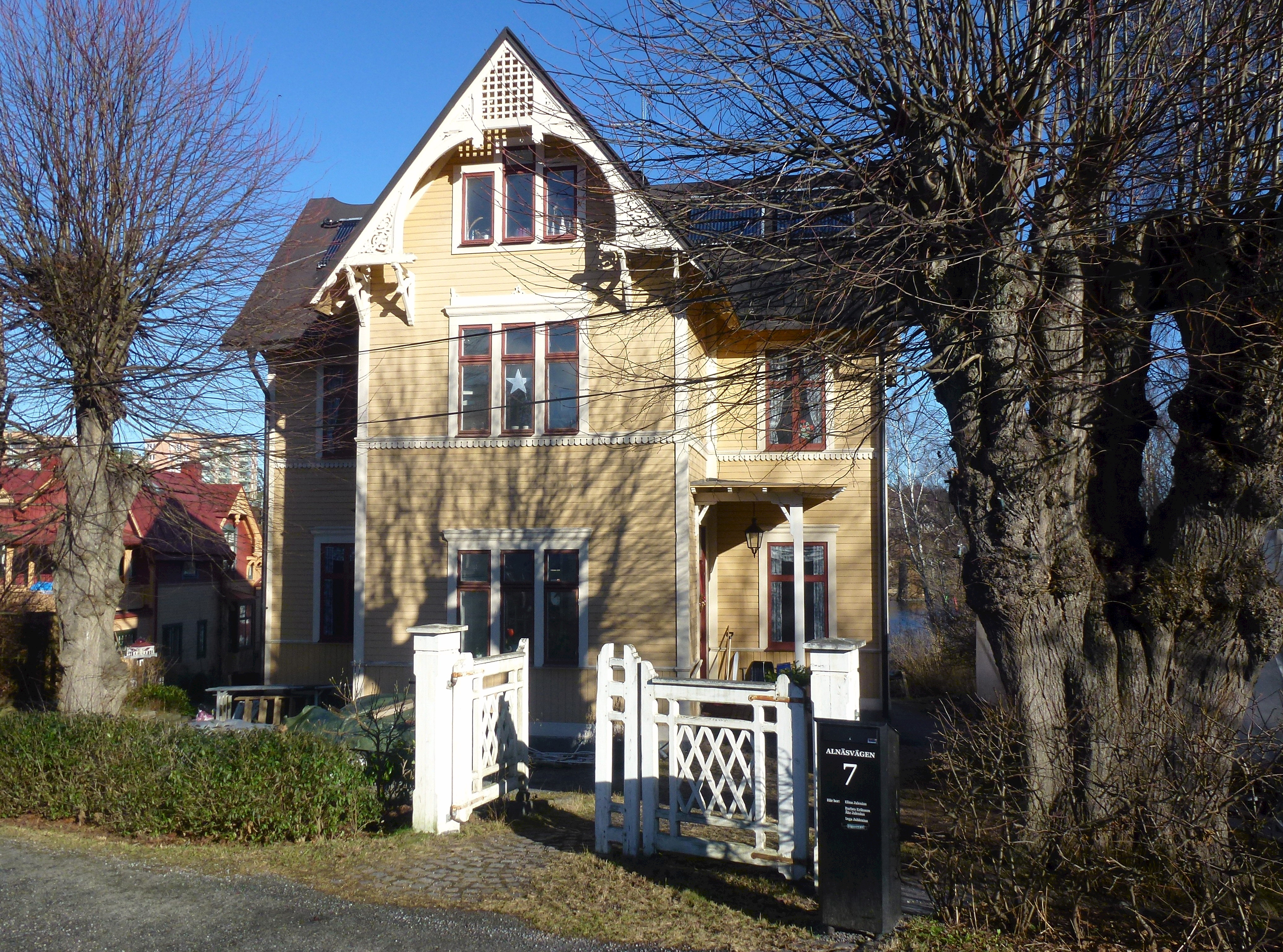
Villa Alnäs, fasad mot vägen, 2014

Villa Alnäs är en kulturhistoriskt värdefull byggnad vid Alnäsvägen 7 i Stocksundstorp, stadsdelen Bergshamra inom Solna kommun. Huset ligger vid Stocksundet och uppfördes troligen 1892. Kvarteret Alnäs med fastigheterna Alnäs 1 och 2 har enligt kommunen ett omistligt kulturhistoriskt värde.

## Kvarteret Alnäs

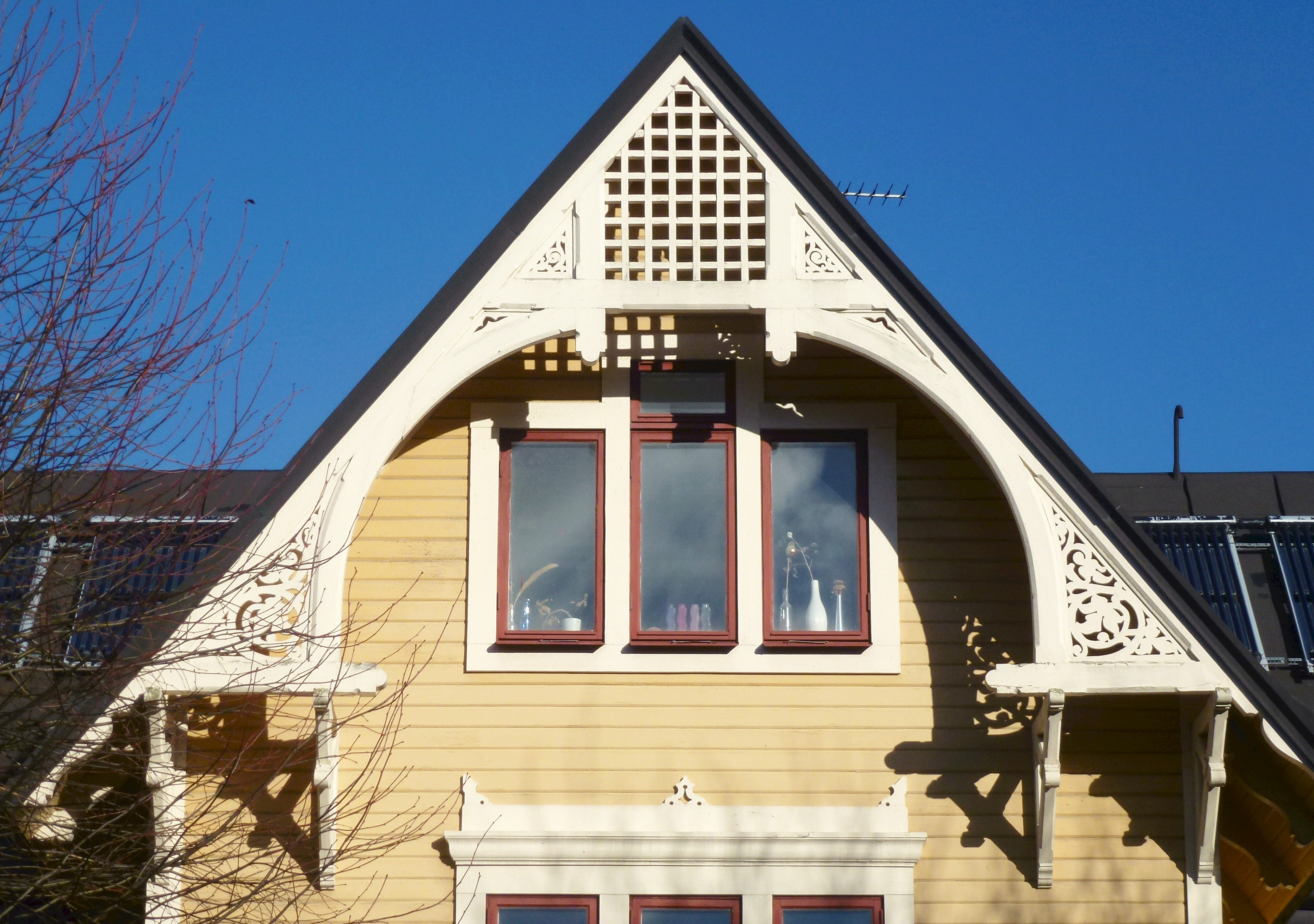
Fasaddetalaj, gavelspets.

År 1889 friköptes Stocksundstorps gård av storbyggmästaren Andreas Gustaf Sällström, som avstyckade tre tomter (nuvarande kvarteret Alnäs) belägna vid gamla landsvägen mot Roslagen och nära Stocksundsbron. Tomterna bebyggdes omkring 1892 med tre större villor. Av dessa är två bevarade (Villa Borganäs och Villa Alnäs) vid dagens Alnäsvägen 5 respektive 7. Den tredje, Villa Alhyddan (Alnäsvägen 9) har renoverats på ett okänsligt sätt under 1970-talet, och anses av kommun inte ha ett lika högt kulturhistoriskt värde. Enligt Solna kommun bildar kvarteret Alnäs en "sammanhängande och tät liten 1890-talsmiljö". Bebyggelsen är "välbevarad och ursprunglig och dokumenterar på ett åskådligt sätt det sena 1800-talets byggnadskultur och bostadsskick". Kvarteret Alnäs representerar ett omistligt kulturhistoriskt värde.

## Villa Alnäs
Villa Alnäs (fastigheten Alnäs 2) är en hög 2½ vånings trävilla med branta tak täckta av falsad och svartmålad plåt. Fasaderna är klädda  med liggande fasspontpanel i ljusgul kulör samt vitmålade utsmyckningar, listverk och foder. Samtliga fönsterbågar är målade i engelskt rött. Gavelspetsarna uppvisar omfattande dekorationer med genombrutna lövsågerier och omsorgsfullt snidade konsoler. Åt sjösidan märks en glasveranda och mot den gamla landsvägen accentueras byggnaden av en utskjutande byggnadsdel med brant sadeltak. Vid Stocksundets strand ligger några bodar, som ursprungligen innehöll bland annat tvättstuga och avträden.
Arkitekt och byggmästare är okända, men troligen var villan redan från början avsedd som permanentbostad med flera lägenheter. Huset renoverades 1984-1985 och innehåller idag tre lägenheter.